# الهدف 17 من أهداف التنمية المستدامة
يتمحور الهدف 17 من أهداف التنمية المستدامة (إس دي جي 17 أو الهدف العالمي 17) حول «الشراكات من أجل الأهداف». يعد أحد أهداف التنمية المستدامة السبعة عشر التي وضعتها الأمم المتحدة في عام 2015، والصياغة الرسمية: «تعزيز وسائل التنفيذ وتنشيط الشراكة العالمية من أجل التنمية المستدامة». يتضمن الهدف 17 غايةً يجب تحقيقها بحلول عام 2030، مقسمة إلى خمس فئات: التمويل والتكنولوجيا وبناء القدرات والتجارة والقضايا المنهجية. يُقاس التقدم نحو الأهداف من خلال 25 مؤشرًا.
تشير الشراكات والأهداف إلى الحاجة إلى التعاون عبر القطاعات وعبر البلدان لتحقيق جميع الأهداف بحلول عام 2030، وهي دعوة للبلدان لمواءمة السياسات. يعدّ الهدف 17 من أهداف التنمية المستدامة، رؤية لتجارة مُحسّنة وأكثر إنصافًا، فضلاً عن مبادرات الاستثمار المنسقة لتعزيز التنمية المستدامة عبر الحدود. يتعلق الأمر بتعزيز وتبسيط التعاون بين الدول القومية، المتقدمة أو النامية، باستخدام أهداف التنمية المستدامة كإطار عمل مشترك ورؤية مشتركة، لتحديد سبيل تحقيق التقدم التعاوني هذا، وتسعى إلى تعزيز التجارة الدولية، ومساعدة البلدان النامية على زيادة صادراتها لضمان نظام تجاري منصف وقائم على قواعد عالمية، ليكون عادلاً ومفتوحاً ومفيداً للجميع.
بلغ إجمالي المساعدة الإنمائية الرسمية 147.2 مليار دولار أمريكي في عام 2017، مع رصد ما بين 5-7 تريليون دولار أمريكي من الاستثمارات السنوية المطلوبة لتحقيق أهداف التنمية المستدامة، وذلك رغم اضطراده، أقل من الهدف المحدد. حققت 6 دول الهدف الدولي المتمثل في إبقاء المساعدة الإنمائية الرسمية عند 0.7% أو أعلى من الدخل القومي الإجمالي في عام 2016. بلغت التحويلات الدولية 613 مليار دولار أمريكي في عام 2017، 76% منها ما هو مستثمر في البلدان النامية. بقي سوق السندات للأعمال المستدامة في حالة نمو أيضًا، إذ بلغت السندات الخضراء العالمية 155.5 مليار دولار أمريكي في عام 2018، بزيادة تصل إلى 78% عن عام 2017.
تطلبت الأزمات الإنسانية الناجمة عن النزاعات أو الكوارث الطبيعية مزيدًا من الموارد المالية والمساعدات، ومع ذلك، تتطلب العديد من البلدان أيضًا مساعدة إنمائية رسمية لتشجيع النمو والتجارة. تُظهر خريطة التقدم العالمي للهدف 17 من أهداف التنمية المستدامة وجود تحديات كبيرة ومهمة في معظم العالم. أداء العديد من المناطق ذات الوضع الاقتصادي القوي ضعيف للغاية، مثل الولايات المتحدة ومعظم أوروبا.

## خلفية
تتطلب خطة التنمية المستدامة الناجحة شراكات بين الحكومات والقطاع الخاص والمجتمع المدني. هذه الشراكات الشاملة المبنية على المبادئ والقيم، والرؤية المشتركة، والأهداف المشتركة التي تركز على الناس والكوكب، مطلوبة على المستوى العالمي والإقليمي والوطني والمحلي.
أهداف التنمية المستدامة عبارة عن مجموعة من 17 هدفًا عالميًا حددتهم الأمم المتحدة لتحقيقهم بحلول عام 2030.
ترتبط أهداف التنمية المستدامة بما يلي: الفقر، والجوع، والصحة، والتعليم، والمساواة بين الجنسين، والطاقة، والنمو الاقتصادي، والصناعة، وأوجه عدم المساواة على جميع المستويات، والمجتمعات المستدامة، والاستهلاك المسؤول، والتغير المناخي، والحياة البحرية، والبيئة، والعدالة الاجتماعية، والشراكة الدولية (الهدف 17).
يركز الهدف 17 من أهداف التنمية المستدامة على الاستثمارات طويلة الأجل لتمكين القطاعات والشركات المحتاجة، والتي تكون أكثر قدرة على التكيف في البلدان النامية، ويتحقق هدفها الرئيسي بتحسين الجوانب التالية للبلد والتي تشمل: الطاقة والبنية التحتية وأنظمة النقل والبنية التحتية لتكنولوجيا المعلومات لقنوات تقنيات الاتصالات المختلفة.
يشمل إطار التنمية تقييم الأنظمة واللوائح ومتابعتها، وهيكل القطاع لجذب المزيد من المشاريع الاستثمارية إلى البلد، وبالتالي تحسين معاييرها الاقتصادية.
تنعكس هذه الشراكة من خلال المساعدة الكاملة لجميع المجتمعات الإقليمية والمحلية والدولية لزيادة معدلات النمو الاقتصادي والاجتماعي لدولة معينة.

## التقييم والتقدم
تُنشر التقارير المرحلية رفيعة المستوى لجميع أهداف التنمية المستدامة في شكل تقارير من قبل الأمين العام للأمم المتحدة، وآخرها في أبريل 2020.
على الرغم من الجهود المبذولة لدعم تنفيذ أهداف التنمية المستدامة، إلا أن هذه العملية كانت هشة وواجهت تحديات مختلفة، من غياب البيانات إلى التوترات التجارية وجائحة كوفيد-19، وتمثل هذه التحديات تهديدًا للتقدم المحرز.

## روابط مع أهداف التنمية المستدامة الأخرى
يتطلب نجاح خطة عام 2030 شراكات شاملة لتحقيق الأهداف المشتركة المعتمدة. يجب إنشاء هذه الشراكات وفقًا للفئات المستهدفة المختلفة (المستوى المحلي والوطني والإقليمي والعالمي) ومراعاة مبادئ أهداف التنمية المستدامة ورؤيتها وقيمها لوضع الناس والكوكب في المرتبة الأولى الآن أكثر من أي وقت مضى، للتعافي من أزمة الصرف الصحي وإعادة البناء أثناء تحقيق أهداف التنمية المستدامة.
يعتمد تحقيق أهداف التنمية المستدامة على المستوى العالمي أغلب الأحيان، على فعالية المساعدة الإنمائية الرسمية. تحتاج المساعدة الإنمائية الرسمية إلى النفوذ على التعاون الدولي من أجل التمويل العام للبلدان النامية التي لم يفي بها المانحون. تقع على عاتق المساعدة الإنمائية الرسمية مسؤولية ضمان حصول معظم البلدان النامية على الدعم في مجالات الأنشطة والبرامج المتعلقة بالمياه والصرف الصحي بدلاً من الاستفادة من مواردها المحلية وتعريفاتها وتمويلها العام التي تحصل عليها من الضرائب.